# Pizydia
Pizydia (gr. Πισιδία, łac. Pisidia) – historyczna kraina w południowo-zachodniej Azji Mniejszej. Na wschodzie graniczyła z Cylicją i Izaurią, na południu z Pamfilią, na zachodzie z Licją i Karią, na północy z Frygią. Była uważana czasami za część Frygii lub Pamfilii, trudno obecnie wskazać jej dokładne granice.
Od III wieku p.n.e. władali nią Seleucydzi, po porażce Antiocha III w wojnie z Rzymem w 188 p.n.e. trafiła pod władzę Pergamonu, w 133 p.n.e. przypadła Rzymowi razem z całym państwem pergameńskim. Ponieważ była to kraina mało dostępna, władza Seleucydów a potem Pergamonu, była czysto nominalna. Początkowo nie została włączona do rzymskiej prowincji Azji, lecz funkcjonowała jako państwo wasalne. 
W 36 p.n.e. podarowana przez Marka Antoniusza królowi Amyntasowi. Po jego śmierci w 25 p.n.e. ponownie przyłączona do Rzymu jako część prowincji Galacja.
Cesarz Konstantyn Wielki przy nowym podziale swojego państwa utworzył na jej terenie osobną prowincję – Pizydia, wchodzącą w skład diecezji Azji. W Cesarstwie Bizantyńskim podzielona była między temy tracką i anatolijską.
Pizydia była krainą górzystą i surową, jednak znajdowało się na jej terenie kilka dolin i równin, które pozwalały na uprawę oliwek. Oprócz tego wydobywano tu sól, pozyskiwano korzenie kosaćca do produkcji perfum, a także produkowano wino. Pizydyjczycy prawdopodobnie spokrewnieni byli z mieszkańcami Izaurii i Cylicji. Trudny teren ułatwiający obronę sprawiał, że miejscową ludność ciężko było zmusić do uległości, Rzymianom udało się to tylko w pewnym stopniu.